# Ісмаїллинський заповідник
Ісмаїллинський державний заповідник був створений у 1981 році площею 16,740 га на території Ісмаїллинського району.

## Мета створення
Державний заповідник був створений для охорони природних комплексів центральної частини південних схилів Великого Кавказького Хребта. Організація цього заповідника була здійснена за рахунок необхідності охорони, відновлення, вивчення та репродукції рідкісних та вимираючих видів флори та фауни цього регіону.

## Опис заповідника
Заповідник складається з двох частин (Топча та Галигча), відстань між якими приблизно 1 км. Зона Топчі розташована на висоті 800–2250 м над рівнем моря. Її довжина складає 18 км, ширина 6 км і площа 5,589 гектарів. Зона Галигчі розташована у східній частині Алазані — Агричайської долини на висоті 600–650 м та ця частина в основному охороняє природні дубові ліси. Зона Топчі має гористий рельєф; хребти та долини в південному напрямку чергуються з плоскогір'ям. З підвищенням абсолютної висоти зони, опади четвертинного, третинного, Юрського та крейдового періоду чергуються між собою. В зоні Галинчі переважають четвертинні опади з третинними теригенними та карбонатними породами.

### Флора
Рослинність цього регіону сформована протягом четвертинного періоду, але місцева флора зберегла деякі третинні види, що занесені до Червоної книги. В зоні Галинчі зростають дубові та грабові ліси. Типовий вид гірканської флори — дуб каштанолистний (Quercus castaneifolia), який зростає тут і представляє особливий інтерес для дослідників. 112 гектарів всієї території покриті лісами, основним деревом яких є дуб. Лісові види головним чином представлені буком, грабом та дубом. Також трапляються яблуня та ясен. Рідкісні ліса третинного періоду, що складаються з тису ягідного мають особливу цінність. Протягом усього минулого століття ліса цієї зони інтенсивно вирубувалися. Це призвело до заміни букового лісу на дубовий, ліси з чагарниками глоду, шипшини тощо.

### Фауна
В заповіднику близько 170 видів хребетних тварин. Фауна річок представлена форелью, мареною (барбус) та ін. Одноклітинні представлені шістьма видами. Великий гребінчастий тритон, що живе в лісах цієї зони є рідкісним в Азербайджані. Серед рептилій та плазунів поширені 17 видів, серед яких болотні черепахи, Каспійські та Середземноморські черепахи, стрункий полоз, котяча змія тощо. Згідно з попередніми даними, у заповіднику 104 види птахів, які в свою чергу діляться на 13 підвидів. Тут гніздяться такого роду рідкісні птахи як ягнятник (Gypaetus barbatus), беркут. До ссавців відносяться бурий ведмідь, вовк, шакал, куниця, борсук, козуля, благородний олень, дикий кабан, дагестанський зубр тощо. Однак фауна ссавців була недостатньо вивчена. До прикладу, наявна невелика інформація про рукокрилих та комахоїдних гризунів.
Охоронна територія не може не розглядатися як модель лісового ландшафту на південних схилах Великого Кавказького Хребта. Довгий час людське втручання в природне навколишнє середовище мало вплив, як на низовини, так і на високогір'я заповідника. У більшості зонах заказника недоторканні «незаймані» ліси були замінені вторинними лісами, де переважають грабові дерева. Верхня межа лісу була спущена: рослинна структура в субальпійських областях була значно змінена. Мала зона заповідника не дає надії на природну популяцію великих ссавців, але створення заповідника робить це можливим, шляхом зменшення антропогенного навантаження та зупинення подальшої деградації екосистеми.

## Галерея

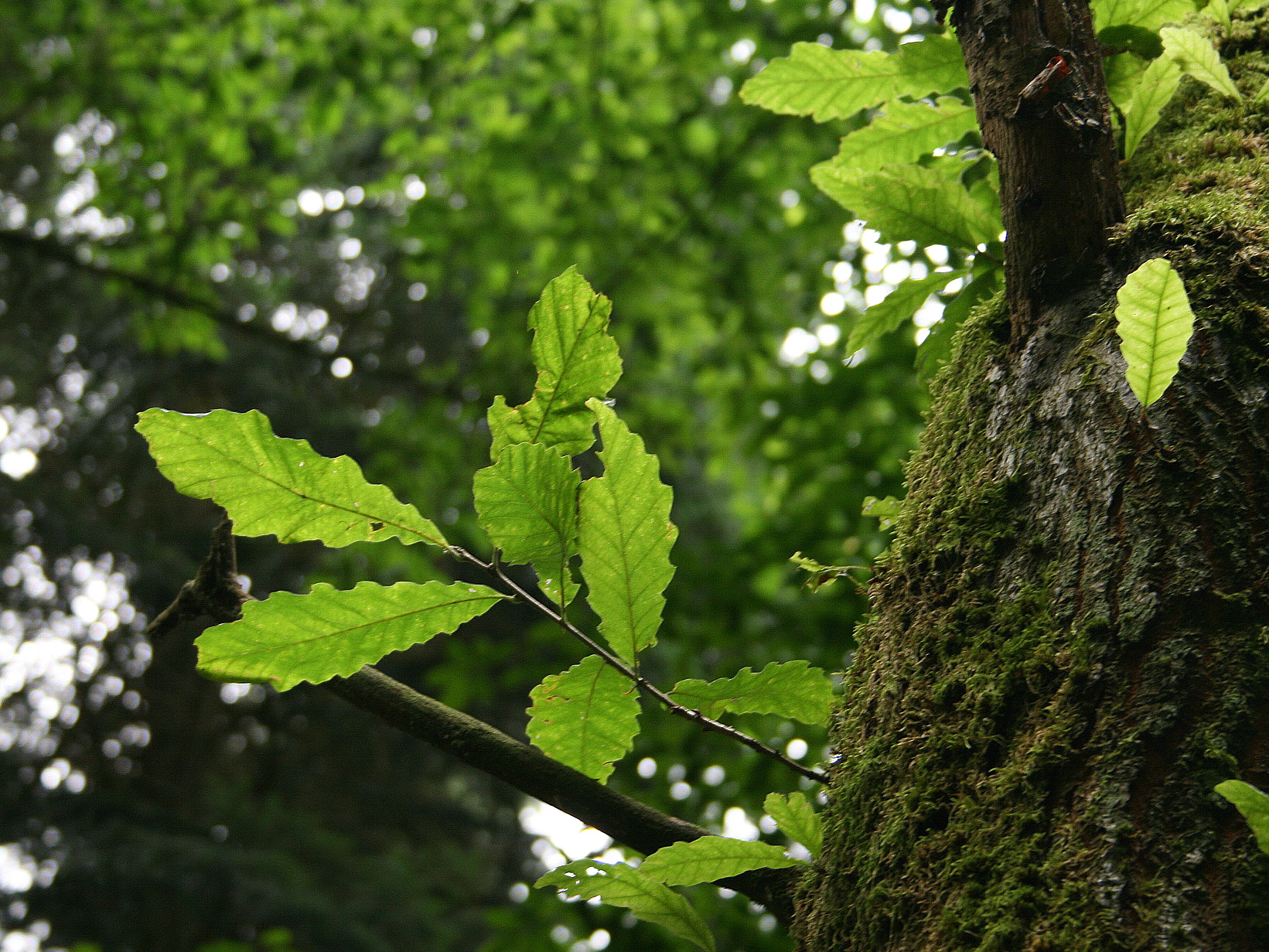
Дуб каштанолистний - основне дерево заповідника
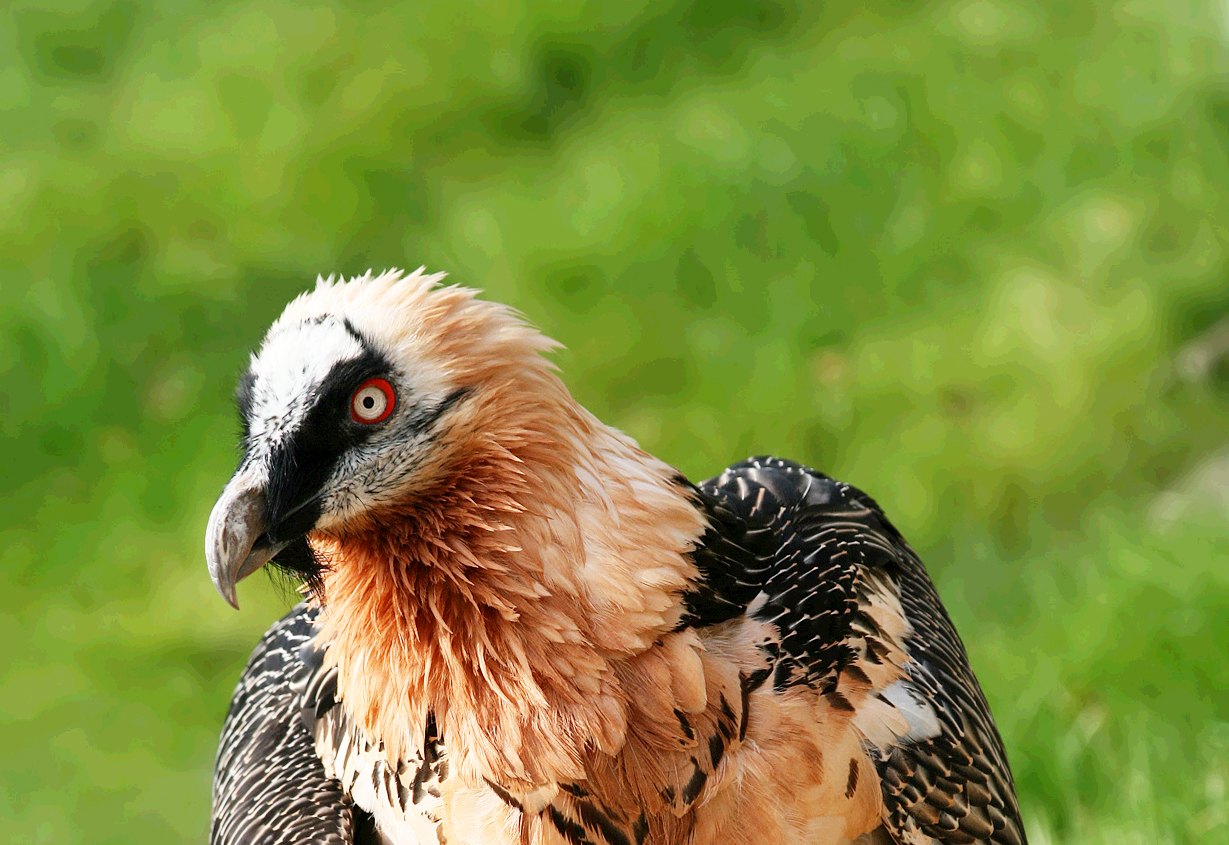
Ягнятник
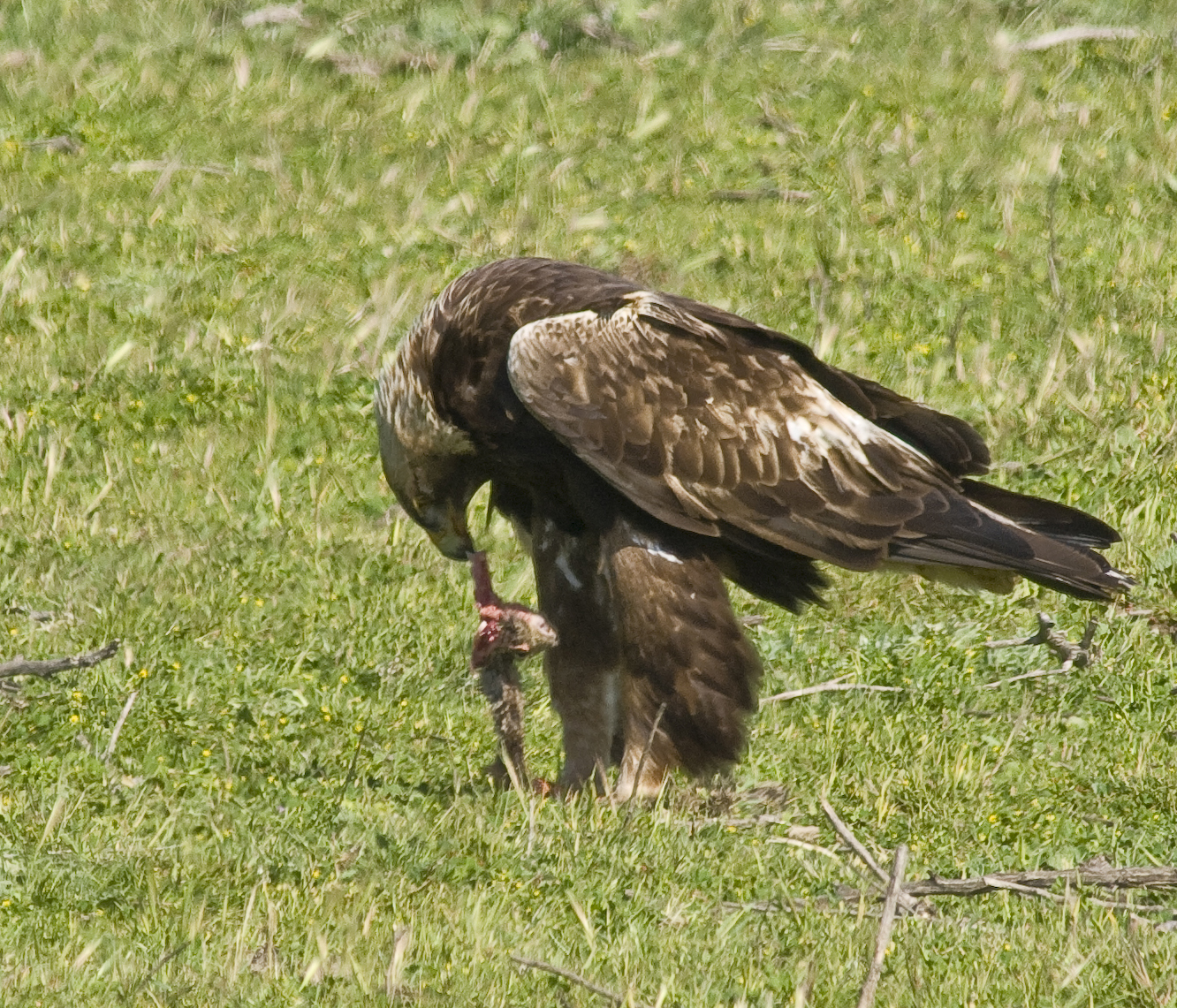
Беркут
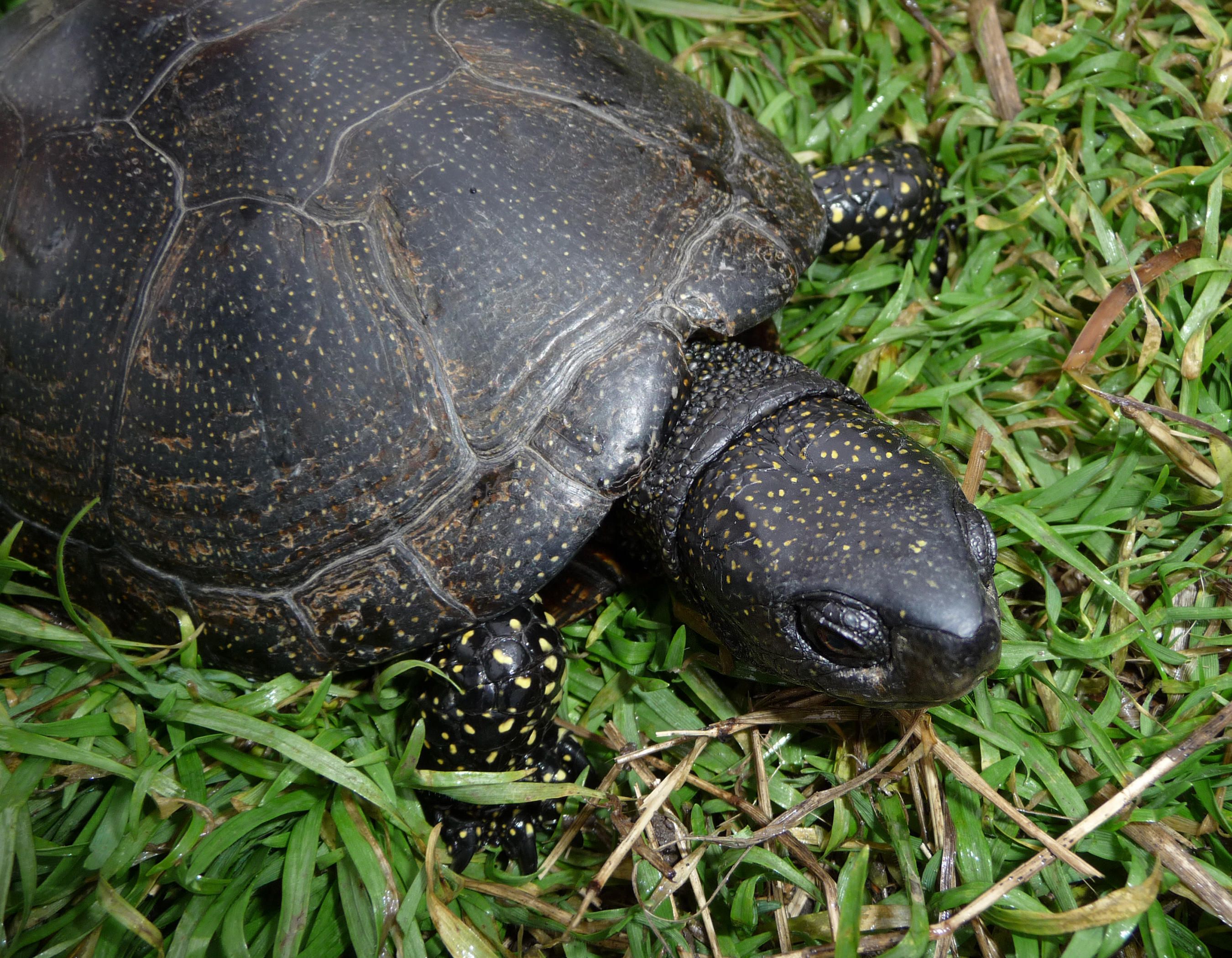
Болотна черепаха